# Fabryka Pełna Życia
Fabryka Pełna Życia — projekt rewitalizacyjny realizowany na historycznych terenach dawnej fabryki DEFUM w ścisłym centrum Dąbrowy Górniczej realizowany przez spółkę miejską o tej samej nazwie. Inicjatywa ma na celu transformację poprzemysłowych przestrzeni w nowoczesne centrum kultury, edukacji i rekreacji; jest kluczowym elementem miejskiego programu rewitalizacji, którego projekt opracowano w 2019 roku na podstawie koncepcji biura architektonicznego Analog.
Realizacja obejmuje m.in. stworzenie „Zielonego Rynku”– centralnego placu z otaczającymi go zrewitalizowanymi budynkami poprzemłysłowymi; rynek nawadniany wodą deszczową—instalacje ekologiczne, takie jak systemy do gromadzenia i wykorzystania wód opadowych oraz panele fotowoltaiczne. W pierwszym etapie rewitalizacji, finansowanym z Funduszu na Rzecz Sprawiedliwej Transformacji (około 78 mln złotych), przewidziano adaptację dawnych hal fabrycznych na potrzeby przestrzeni konferencyjno-koncertowej „Hala Tworzeń”. Planowane Centrum Senioralne i Integracji Międzypokoleniowej, Centrum Aktywności Obywatelskiej oraz wielofunkcyjna hala, która będzie miejscem dla różnorodnych wydarzeń artystycznych i targowych. Przestrzeń zostanie dostosowana do potrzeb osób z niepełnosprawnościami poprzez rozwiązania architektoniczne, takie jak dostępne dla wózków inwalidzkich podesty oraz oznaczenia dla osób niedowidzących

## Zaangażowanie społeczne

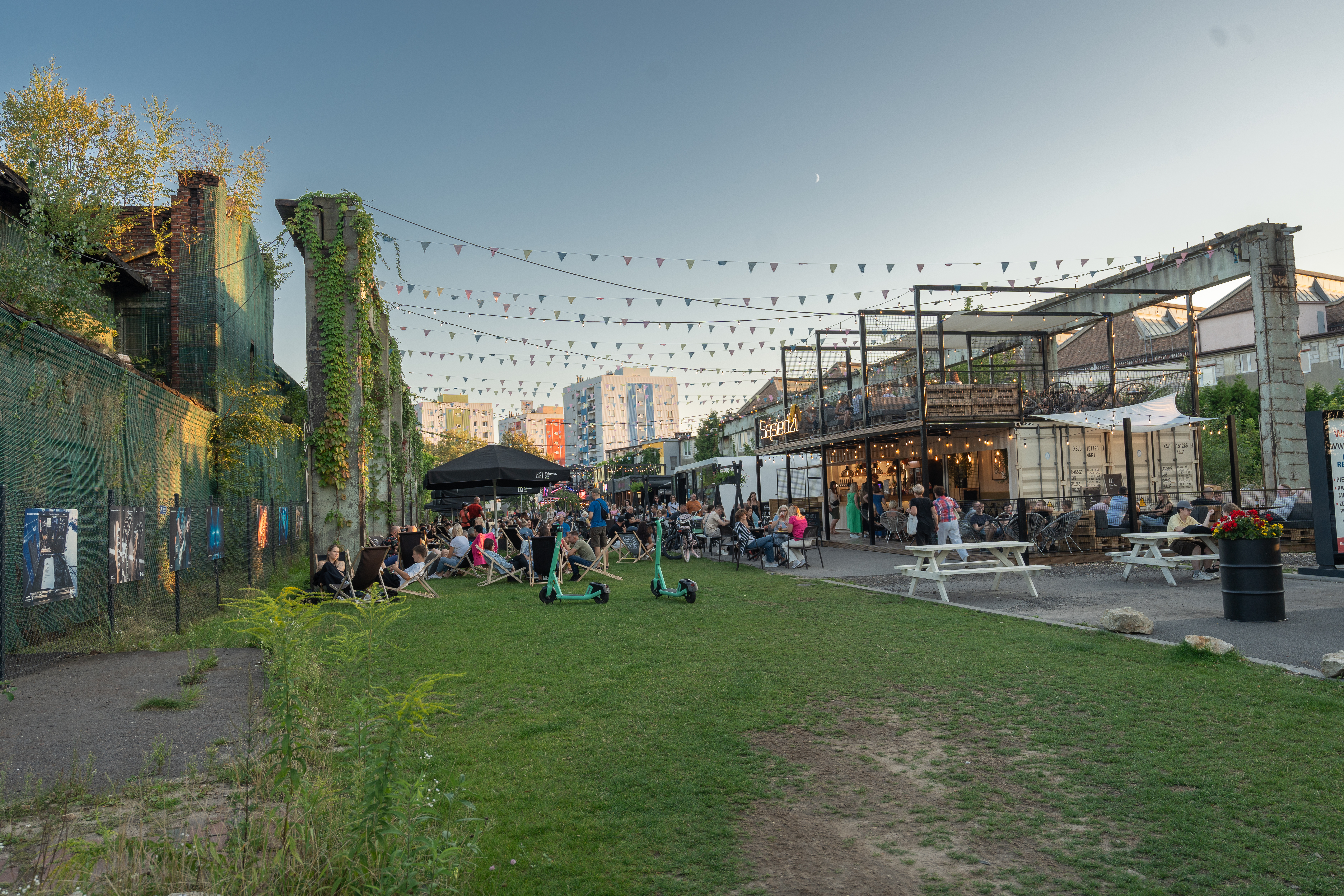
Zielony rynek Fabryki

Koncept tego miejsca, jak i jego ostateczny kształt miał zostać wypracowany przy szerokiej współpracy mieszkańców, organizacji pozarządowych oraz lokalnych przedsiębiorców. Szeroki proces partycypacyjny, podczas którego konsultowano z mieszkańcami, jak wyobrażają oni sobie przestrzeń po dawnej fabryce, która ma stanowić centrum ich miasta. Sam przebieg tego procesu w warunkach polskich był innowacyjny – długotrwały (trzy lata), wykorzystujący wiele technik partycypacyjnych i angażujący różne grupy mieszkańców. Co ważne, nastąpił przekaz wiedzy pomiędzy podmiotami prowadzącymi proces konsultacji a lokalnymi organizacjami, które w nich uczestniczyły.  W ostateczności więc projekt rewitalizacyjny centrum Dąbrowy Górniczej jest autorską koncepcją mieszkańców wypracowaną z wykorzystaniem spacerów badawczych, mobilnych punktów konsultacyjnych, debat podwórkowych czy drzwi otwartych. Dużą rolę odegrali także lokalni animatorzy rewitalizacji, których wyłoniono w trybie konkursowym—ośmiu animatorów dzielnicowych, których zadaniem było świadome uczestnictwo w procesie rewitalizacji, jak również reprezentacja pomysłów mieszkańców i innych interesariuszy. W efekcie ich pracy, dzięki przeprowadzeniu sondaży ulicznych, spotkań otwierających,

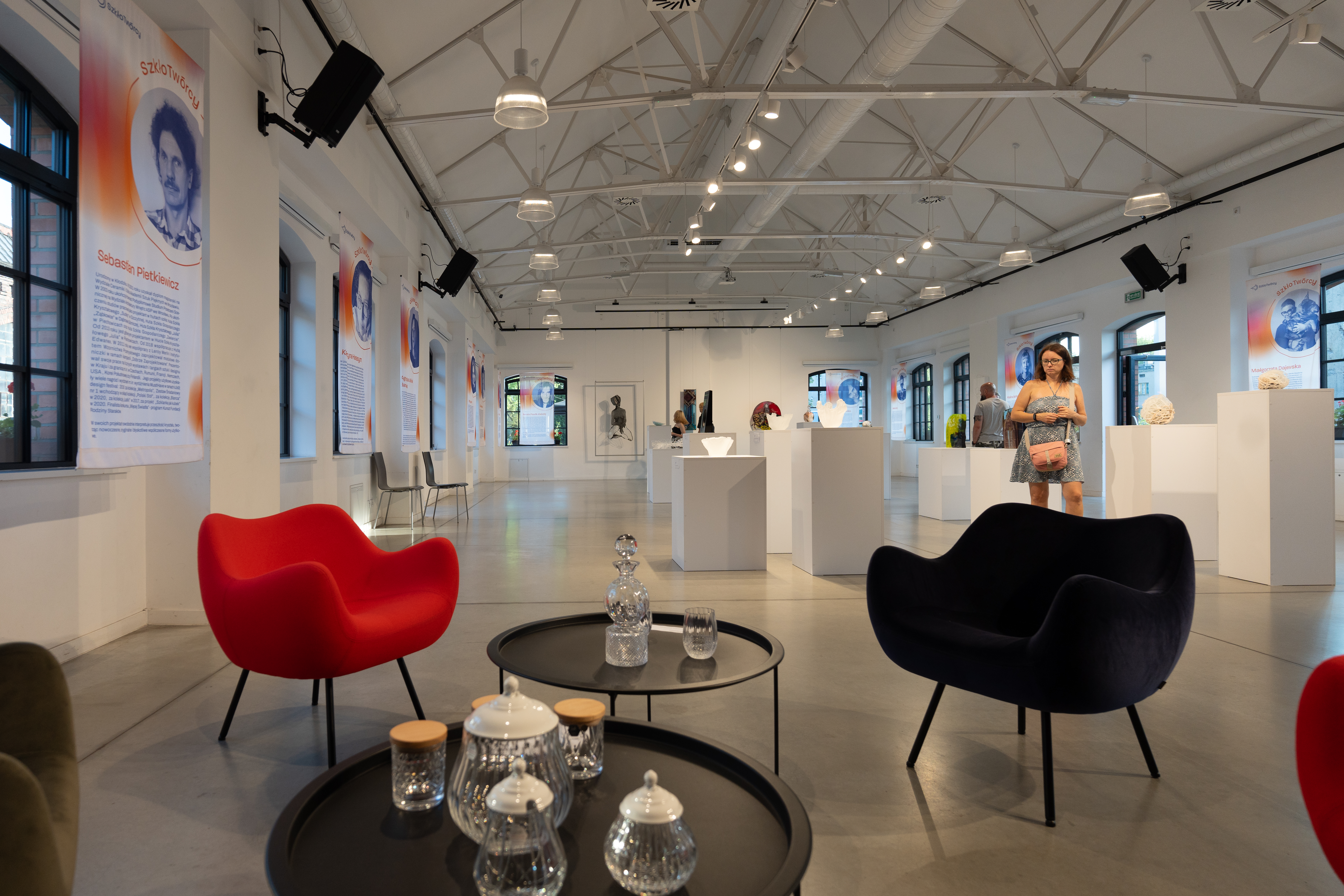
Wystawa szkła artystycznego w Fabryce

Dzielnicowych Forów Mieszkańców, elektronicznych kart pomysłów i map interaktywnych, stale monitorowano nastroje społeczne, nawiązano współpracę ze społecznością miejską, rekomendując przy tym wiele cennych wskazówek dla dalszych etapów rewitalizacji Fabryki. Na terenie wspólnie z partnerami społecznymi i instytucjonalnymi organizowane są liczne wydarzenia kulturalne, jarmarki, festiwale, letnie kino plenerowe, warsztaty czy pikniki adresowane do wszystkich grup społecznych Dąbrowy: dzieci, rodzin, seniorów, ludzi młodych i osób niepełnosprawnych; powstał także ogród społeczny; przestrzeń ma zawierać pasaże wewnętrzne i zewnętrzne, kluby muzyczne, lokale gastronomiczne, lokalny browar, hala targowa, centrum biznesowe, centrum sportów wypoczynkowych, a także rynek Fabryki i amfiteatr. Projekt podawany jest jako jeden z najefektywniejszych przykładów rewitalizacji przeprowadzanych z udziałem lokalnych animatorów społecznych w warunkach polskich miast.

## Historia

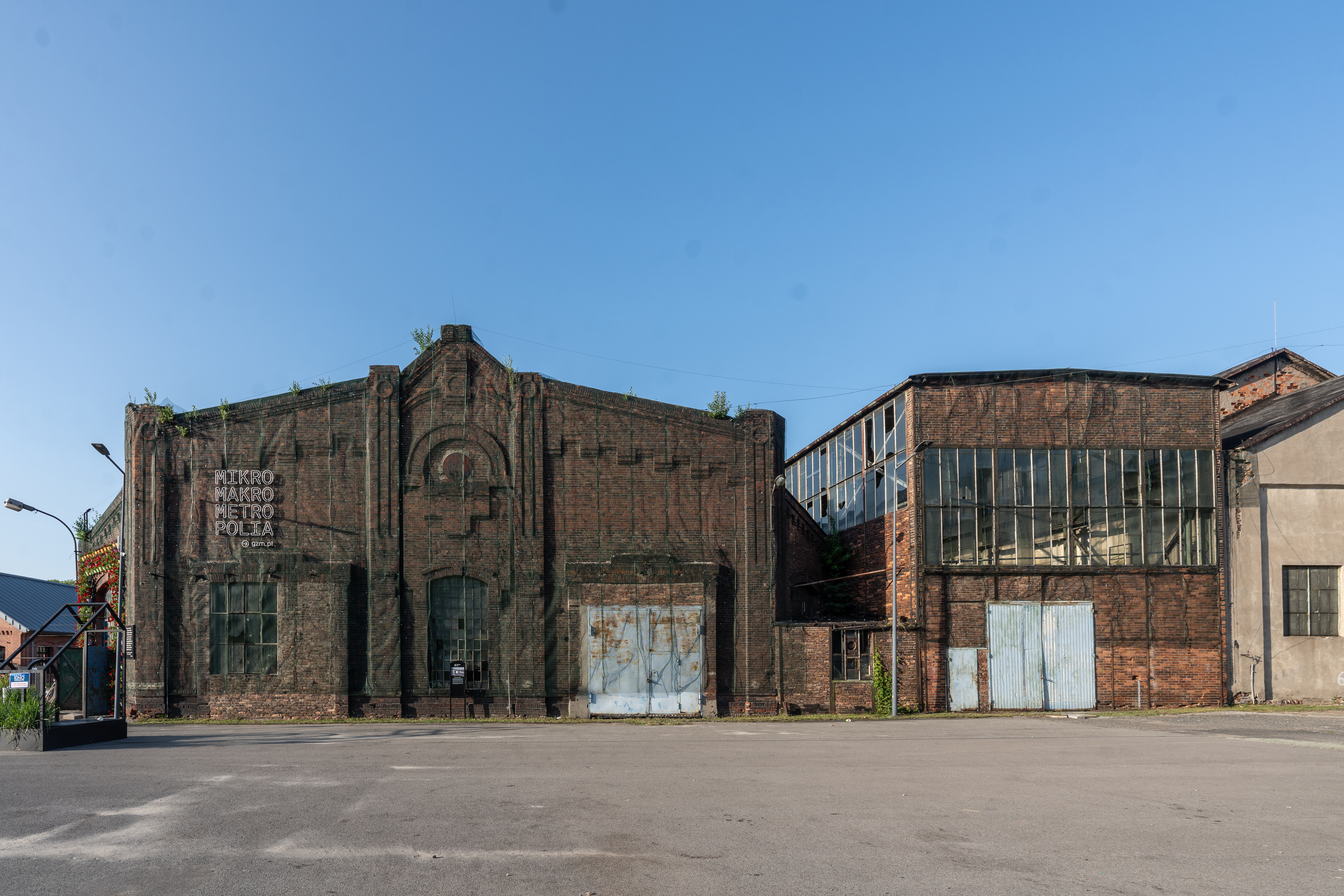
Budynki Fabryki

zapiski o Dąbrowskiej Fabryce Maszyn pochodzą z 1879 roku. Fabryka została założona przez czeskiego przedsiębiorcę R. Farkaca; w 1920 roku fabryka stała się częścią Zjednoczonych Fabryk Maszyn, Kotłów i Wagonów „L. Zieleniewski i Fitzner–Gamper” SA, łącząc przedsiębiorstwa z Dąbrowy Górniczej, Sosnowca, Krakowa i Lwowa1; po II wojnie światowej zakład został upaństwowiony i przemianowany na Śląsko-Dąbrowską Fabrykę Urządzeń Mechanicznych, a następnie na Dąbrowskie Fabryki Obrabiarek DEFUM im. Stanisława Krzynówka. W 2015 roku fabryka zakończyła działalność z powodu trudności finansowych i braku inwestycji. Pod koniec 2015 roku zarząd miasta przejął od Skarbu Państwa obszar o powierzchni 4 hektarów w północnej części śródmieścia—obszar zdegradowanym, zamknięty, dotychczas niedostępnym dla mieszkańców, na którym funkcjonowała wcześniej fabryka oraz tereny przyległe do dworca kolejowego z licznymi poprzemysłowymi halami i budynkami. Po przejęciu terenu narodził się pomysł na realizację projektu Fabryka Pełna Życia, którego założeniem jest ukształtowanie otwartej przestrzeni publicznej o zróżnicowanym zagospodarowaniu funkcjonalno-przestrzennym. W 2016 roku Rada Miejska w Dąbrowie

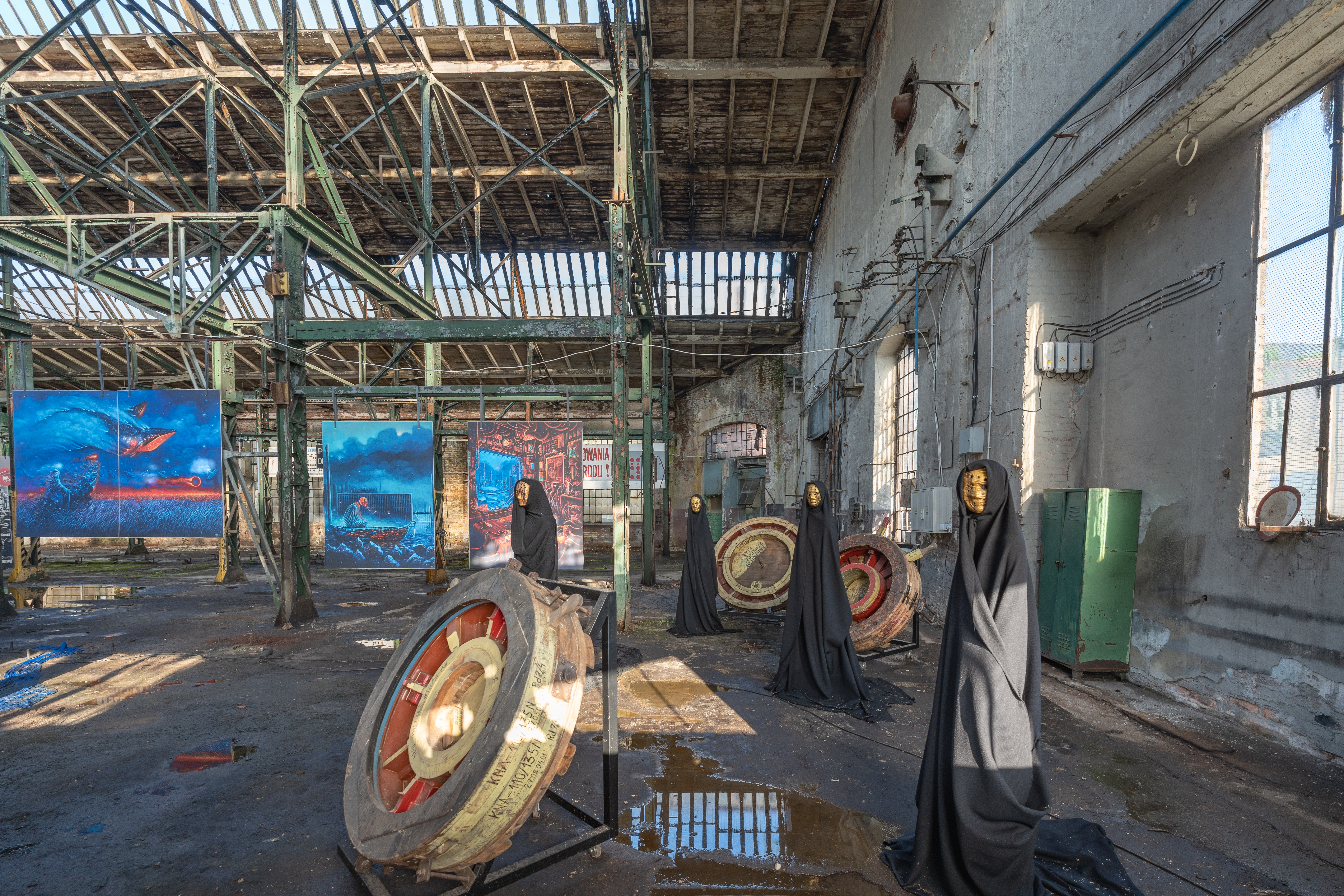
Instalacja artystyczna w jednej z hal Fabryki

Górniczej przyjęła Program Rewitalizacji: Dąbrowa Górnicza 2022, który zakładał przekształcenie terenów fabryki w nowoczesne centrum miejskie. Projekt rewitalizacji, nazwany Fabryka Pełna Życia, otrzymał dofinansowanie z Funduszy Europejskich dla Śląskiego 2021-2027 w wysokości 78 milionów złotych. Prace nad rewitalizacją rozpoczęły się w 2019 roku. W tym samym roku wyremontowany i do użytku oddany został jeden z budynków pofabrycznych jako wielofunkcyjne miejsce spotkań, koncertów, konferencji, a przestrzeń wokół niego urządzona w sposób umożliwiający organizację różnego typu wydarzeń o charakterze kulturalnym i społecznym (od targów śniadaniowych, targów staroci przez koncerty i imprezy rekreacyjne po wydarzenia naukowe i obywatelskie). Cała inwestycja ma zakończyć się w 2026 roku. 22 stycznia 2024  spółka podpisała z firmą Strabag umowę na realizację pierwszego etapu jednego z najważniejszych w historii tego zagłębiowskiego miasta przedsięwzięcia. W ramach pierwszego etapu doprowadzone zostaną do Fabryki Pełnej Życia wszystkie sieci, wybudowane zostaną systemy gromadzenia i powtórnego wykorzystywania deszczówki; utworzony zostanie zielony pasaż (pomiędzy suwnicami w północno-zachodniej części terenu), ogród deszczowy, scena plenerowa a dawna hala montażowa zyska nowe funkcje jako centrum konferencyjno-targowo-koncertowo-biurowe.